# Lineal
En lineal er et instrument med en lige kant, som man inden for geometrien og teknisk tegning kan bruge til at tegne rette linjer med. De fleste linealer har en måleskala langs kanten, så man kan benytte den som et instrument af længder.